# Stella D. Lux
|  | Denne artikel er oprettet af botten PalnaBot ud fra en ekstern database. Den kan derfor have sproglige fejl eller mangler. Denne skabelon kan fjernes efter kontrol af indholdet. |

Stella D. Lux er en film instrueret af Carsten Sparwath.

## Handling
Stella d. Lux ankommer i Kastrup Lufthavn fra det store udland. Hun er turist i København for første gang, men hendes kuffert bliver stjålet. Alene, fremmed i en fremmed by uden sine ejendele, skræmmer hende dog ikke. Hun er en optimistisk queen og fester sorgerne af sig, til hun går til grunde i sin groteske skønhed.